# Chloroclystis exortiva
Bosara exortiva là một loài bướm đêm trong họ Geometridae.